# Luis Javier Suárez
Luis Javier Suárez Charris (Santa Marta, Colombia, 2 de diciembre de 1997) es un futbolista colombiano que juega como delantero en el Sporting Club de Portugal de la Primeira Liga. Es internacional con la selección de Colombia.

## Trayectoria

### Itagüí Leones
Debutó en Itagüí Leones, el 5 de octubre de 2015 en la derrota 3 a 1 frente a América de Cali por la Categoría Primera B.

### España
Fue traspasado para la temporada 2016-17 al Granada C. F. B de la Segunda División B de España. Debuta el 21 de agosto de 2016 en el empate a un gol frente a Mancha Real. Siete días después el 28 de agosto marca su primer gol como profesional en la derrota 3 a 0 sobre el El Ejido. Vuelve a anotar el 12 de marzo dándole la victoria a su club 2 a 1 en los últimos minutos en su visita al Marbella F. C.
Tras el fichaje del Watford F. C. fue cedido al filial del Real Valladolid en la Segunda División B donde marcó 11 goles. Después fue cedido al Nàstic de Tarragona donde marcó 7 goles en 36 partidos, no pudiendo evitar el descenso del equipo tarraconense a la Segunda División B.
Para la temporada 19-20, y después del fichaje de Bikoro, el Real Zaragoza anunció su incorporación, cedido por el Watford F. C. En el Disputó 38 partidos en un total de 3218 minutos y anotó 19 goles, figurando como uno de los jugadores más destacados de toda la competición.
El 2 de octubre de 2020 se hizo oficial su incorporación al Granada C. F. de la Primera División por cinco temporadas. De esta manera, regresaba a Granada, después de haber jugado en el filial granadino cuatro temporadas antes. Debutó el 4 de octubre en el empate ante el Cádiz C. F. como visitantes ingresando al último minuto del partido. Debutó en un torneo internacional el 22 de octubre en la victoria 2 a 1 como visitantes ante el PSV Eindhoven en Países Bajos jugando los últimos 21 minutos. Marcó su primer gol con el club el 5 de noviembre en la victoria 2 por 0 como visitantes sobre el Omonia Nicosia en la Liga Europa de la UEFA siendo su primer gol internacional. Marcó su segundo gol el club el 26 de noviembre en la victoria 2 por 1 sobre el mismo equipo.

### Olympique de Marsella
El 20 de julio de 2022 fue anunciado su fichaje por el Olympique de Marsella por cinco años. El 7 de septiembre debuta en la Champions League como titular y jugando 77 minutos en la derrota 2-0 en su visita al Tottenham Hotspur.

### Regreso a España: U. D. Almería

#### Temporada 2022/2023: cesión y permanencia
El 5 de diciembre de 2022 llegó cedido con opción de compra a la U. D. Almería, aunque no podía jugar hasta la apertura del periodo de traspasos en enero. En su primera temporada en Almería, obtuvo cuatro goles y cinco asistencias, y se convirtió en un titular indiscutible para Rubi. El equipo consiguió mantener la categoría con un agónico empate 3-3 ante el RCD Espanyol en el que no pudo participar por una suspensión de dos partidos que pesaba sobre él. El 30 de junio de 2023, terminó su contrato de cesión, y al día siguiente el club indálico se hizo con sus servicios hasta 2027 tras ficharlo por ocho millones de euros.
En la temporada 2024-25, Luis Suárez en 43 partidos disputados, el delantero centro marcó 31 goles y aportó ocho asistencias.

## Selección nacional
Después de muchos rumores de su posible convocatoria con España gracias a su doble nacionalidad,[cita requerida] el 8 de noviembre de 2020 fue finalmente convocado a la selección de Colombia para las Eliminatorias sudamericanas 2022 contra Uruguay y Ecuador. El 17 de noviembre debutó en la derrota 6-1 contra Ecuador, ingresando a los 40 minutos por Luis Fernando Díaz.

### Participaciones enEliminatorias al Mundial
| Eliminatoria                               | Sede del Mundial                | Posición               | Resultado  | PJ | GA | Asis |
| ------------------------------------------ | ------------------------------- | ---------------------- | ---------- | -- | -- | ---- |
| Eliminatorias Mundial de Catar 2022        | Catar                           | 6°lugar 23pts          | Eliminado  | 3  | 0  | 0    |
| Eliminatorias Mundial de Norteamérica 2026 | Estados Unidos, México y Canadá | 6°lugar 22pts          | En disputa | 1  | 0  | 0    |
| Total en Eliminatorias                     | Total en Eliminatorias          | Total en Eliminatorias | 0/1        | 4  | 0  | 0    |

## Estadísticas

### Clubes
Actualizado al último partido jugado el 1 de junio de 2025.
| Itagüí Leones F. C. · Colombia                                                                                          | 2.ª           | 2015          | 8   | 0  | — | — | —  | — | 8   | 0   |
| Itagüí Leones F. C. · Colombia                                                                                          | 2.ª           | 2016          | —   | —  | — | — | —  | — | 0   | 0   |
| Itagüí Leones F. C. · Colombia                                                                                          | Total club    | Total club    | 8   | 0  | — | — | —  | — | 8   | 0   |
| Granada C. F. "B" · España                                                                                              | 2.ª B         | 2016-17       | 35  | 5  | — | — | —  | — | 35  | 5   |
| Granada C. F. "B" · España                                                                                              | Total club    | Total club    | 35  | 5  | — | — | —  | — | 35  | 5   |
| Real Valladolid C. F. "B" · España                                                                                      | 2.ª B         | 2017-18       | 34  | 11 | — | — | —  | — | 34  | 11  |
| Real Valladolid C. F. "B" · España                                                                                      | Total club    | Total club    | 34  | 11 | — | — | —  | — | 34  | 11  |
| Nàstic de Tarragona · España                                                                                            | 2.ª           | 2018-19       | 36  | 7  | 1 | 0 | —  | — | 37  | 7   |
| Nàstic de Tarragona · España                                                                                            | Total club    | Total club    | 36  | 7  | 1 | 0 | —  | — | 37  | 7   |
| Real Zaragoza · España                                                                                                  | 2.ª           | 2019-20       | 38  | 19 | 1 | 0 | —  | — | 39  | 19  |
| Real Zaragoza · España                                                                                                  | Total club    | Total club    | 38  | 19 | 1 | 0 | —  | — | 39  | 19  |
| Granada C. F. · España                                                                                                  | 1.ª           | 2020-21       | 27  | 5  | 2 | 0 | 8  | 2 | 37  | 7   |
| Granada C. F. · España                                                                                                  | 1.ª           | 2021-22       | 37  | 8  | 1 | 0 | —  | — | 38  | 8   |
| Granada C. F. · España                                                                                                  | Total club    | Total club    | 64  | 13 | 3 | 0 | 8  | 2 | 75  | 15  |
| Olympique de Marsella Francia                                                                                           | 1.ª           | 2022-23       | 7   | 3  | — | — | 4  | 0 | 11  | 3   |
| Olympique de Marsella Francia                                                                                           | Total club    | Total club    | 7   | 3  | 0 | 0 | 4  | 0 | 11  | 3   |
| U. D. Almería · España                                                                                                  | 1.ª           | 2022-23       | 21  | 4  | — | — | —  | — | 21  | 4   |
| U. D. Almería · España                                                                                                  | 1.ª           | 2023-24       | 15  | 6  | — | — | —  | — | 15  | 6   |
| U. D. Almería · España                                                                                                  | 2.ª           | 2024-25       | 41  | 27 | 2 | 4 | —  | — | 43  | 31  |
| U. D. Almería · España                                                                                                  | Total club    | Total club    | 77  | 37 | 2 | 4 | 0  | 0 | 79  | 41  |
| Sporting C. P. Portugal                                                                                                 | 1.ª           | 2025-26       | 0   | 0  | 0 | 0 | 0  | 0 | 0   | 0   |
| Sporting C. P. Portugal                                                                                                 | Total club    | Total club    | 0   | 0  | 0 | 0 | 0  | 0 | 0   | 0   |
| Total carrera | Total carrera | Total carrera | 299 | 95 | 7 | 4 | 12 | 2 | 318 | 101 |
| (1) Incluye datos de la Copa del Rey. (2) Incluye datos de la Liga de Campeones de la UEFA y la Liga Europa de la UEFA. |               |               |     |    |   |   |    |   |     |     |

### Hat-trick
| 1 | 1 de octubre de 2023 | Power Horse Stadium, Almería | UD Almería - Granada CF |  | 3 - 3 | La Liga 2023-24      |
| 2 | 4 de enero de 2025   | UD Almeria Stadium, Almería  | UD Almería - Sevilla FC |  | 4 - 1 | Copa del Rey 2024-25 |